# Трейтаун
Трейтаун (англ. Traytown) — містечко в Канаді, у провінції Ньюфаундленд і Лабрадор.

## Населення
За даними перепису 2016 року, містечко нараховувало 267 осіб, показавши скорочення на 5,7 %, порівняно з 2011 роком. Середня густина населення становила 20,1 осіб/км².
З офіційних мов обома одночасно володіли 5 жителів, тільки англійською — 260.
Працездатне населення становило 49,1 % усього населення, рівень безробіття — 26,9 % (35,7 % серед чоловіків та 23,1 % серед жінок). 92,3 % осіб були найманими працівниками, а 0 % — самозайнятими.

## Клімат
Середня річна температура становить 4,4 °C, середня максимальна — 19,7 °C, а середня мінімальна — −12,5 °C. Середня річна кількість опадів — 1138 мм.
| Клімат поселення                              | Клімат поселення | Клімат поселення | Клімат поселення | Клімат поселення | Клімат поселення | Клімат поселення | Клімат поселення | Клімат поселення | Клімат поселення | Клімат поселення | Клімат поселення | Клімат поселення | Клімат поселення |
| Показник                                      | Січ.             | Лют.             | Бер.             | Квіт.            | Трав.            | Черв.            | Лип.             | Серп.            | Вер.             | Жовт.            | Лист.            | Груд.            |                  |
| Середній максимум, °C                         | −1,22            | −1,62            | 2,22             | 7,33             | 12,38            | 17,20            | 19,59            | 19,65            | 15,25            | 10,02            | 5,22             | 0,10             |                  |
| Середня температура, °C                       | −6,65            | −7,06            | −3,19            | 1,92             | 6,95             | 11,77            | 16,18            | 16,23            | 11,84            | 6,61             | 1,80             | −3,31            |                  |
| Середній мінімум, °C                          | −12,06           | −12,49           | −8,62            | −3,51            | 1,53             | 6,34             | 12,77            | 12,80            | 8,42             | 3,19             | −1,61            | −6,74            |                  |
| Норма опадів, мм                              | 98               | 100              | 91               | 84               | 80               | 96               | 91               | 87               | 110              | 103              | 93               | 105              |                  |
| Середньомісячна швидкість вітру, м/с          | 5.71             | 5.52             | 5.50             | 5.34             | 4.93             | 4.75             | 4.48             | 4.57             | 4.99             | 5.32             | 5.52             | 5.67             |                  |
| Середньомісячна сонячна радіація, кДж/м²·день | 3865             | 6775             | 10609            | 14128            | 17081            | 18994            | 18827            | 15790            | 11752            | 6914             | 3988             | 2941             |                  |
| --------------------------------------------- | ---------------- | ---------------- | ---------------- | ---------------- | ---------------- | ---------------- | ---------------- | ---------------- | ---------------- | ---------------- | ---------------- | ---------------- | ---------------- |
| Джерело:                                      |                  |                  |                  |                  |                  |                  |                  |                  |                  |                  |                  |                  |                  |